# Rajdowy Puchar Pokoju i Przyjaźni 1985
Rajdowy Puchar Pokoju i Przyjaźni 1985 kolejny sezon serii rajdowej Rajdowego Pucharu Pokoju i Przyjaźni (CoPaF) rozgrywanej w krajach socjalistycznych w roku 1985. Sezon ten składał się z siedmiu rajdów i rozpoczął się 8 lutego, a zakończył 7 lipca, indywidualnie najlepszym zawodnikiem był Czechosłowak Svatopluk Kvaizar, a drużynowo wygrała ekipa ZSRR.

## Kalendarz[1]
| Runda | Data              | Nazwa rajdu           | Baza rajdu  | Nawierzchnia | Zwycięzca         | Wyniki |
| ----- | ----------------- | --------------------- | ----------- | ------------ | ----------------- | ------ |
| 1     | 8-10 lutego       | Rajd Sojuz 1985       | Tallinn     | Mieszana     | Nikolay Bolshikh  | Wyniki |
| 2     | 22-24 marca       | 25. Rajd Pneumant     | Berlin      | Asfalt       | Svatopluk Kvaizar | Wyniki |
| 3     | 12-14 kwietnia    | 12. Rajd Mogürt-Salgó | Salgotarjan | Szuter       | Marian Bublewicz  | Wyniki |
| 4     | 11-13 maja        | 16. Rajd Złote Piaski | Albena      | Asfalt       | Marian Bublewicz  | Wyniki |
| 5     | 30 maja-1 czerwca | 20. Rajd Šumava       |             | Mieszana     | Svatopluk Kvaizar | Wyniki |
| 6     | 14-15 czerwca     | 20. Rajd Dunaju       | Sibiu       | Mieszana     | Marian Bublewicz  | Wyniki |
| 7     | 6-7 lipca         | 42. Rajd Polski       | Wrocław     | Asfalt       | Svatopluk Kvaizar | Wyniki |

1. ↑  Zwycięzcą klasyfikacji generalnej 12. Rajdu Mogürt-Salgó był Węgier Attila Ferjáncz, Marian Bublewicz w klasyfikacji generalnej zajął drugie miejsce, a wygrał klasyfikację CoPaF
2. ↑  Zwycięzcą klasyfikacji generalnej 16. Rajdu Złote Piaski był Włoch Dario Cerrato, Marian Bublewicz w klasyfikacji generalnej zajął siódme miejsce, a wygrał klasyfikację CoPaF
3. ↑  Zwycięzcą klasyfikacji generalnej 20. Rajdu Dunaju był Węgier Attila Ferjáncz, Marian Bublewicz w klasyfikacji generalnej zajął drugie miejsce, a wygrał klasyfikację CoPaF
4. ↑  Zwycięzcą klasyfikacji generalnej 42. Rajdu Polski był Jugosłowianin Branislav Küzmič, Svatopluk Kvaizar w klasyfikacji generalnej zajął trzecie miejsce, a wygrał klasyfikację CoPaF

## Klasyfikacja kierowców[1]
Tabela przedstawia tylko pierwszą dziesiątkę zawodników. Do końcowej klasyfikacji liczone było tylko pięć najlepszych występów. 
| Miejsce | Kierowca               | SOJ | PNE | MOG | ZŁO | SUM | DUN | POL | Pkt |
| ------- | ---------------------- | --- | --- | --- | --- | --- | --- | --- | --- |
| 1       | Svatopluk Kvaizar      |     | 1   | 2   | 3   | 1   | 2   | 1   | 140 |
| 2       | Marian Bublewicz       | 9   | 4   | 1   | 1   | NU  | 1   | NU  | 121 |
| 3       | Vallo Soots            | 10  | 3   | -   | 6   | -   | -   | 2   | 74  |
| 4       | Eugenijus Tumalevičius | NU  | -   | 5   | 7   | 5   | -   | 3   | 69  |
| 5       | Sergey Vukovich        | -   | -   | 6   | 2   | 4   | -   | -   | 59  |
| 6       | Nikolay Bolshikh       | 1   | NU  | -   | -   | -   | 3   | -   | 51  |
| 7       | Georgi Petrow          | 16  | NU  | 8   | 16  | 12  | NU  | 5   | 49  |
| 8       | Andrzej Koper          | -   | 6   | 7   | -   | 6   | -   | -   | 44  |
| 9       | Janusz Szerla          | 39  | 12  | 26  | 15  | NU  | 10  | 6   | 41  |
| 10      | Jiří Urban             | NU  | NU  | 3   | 4   | NU  | NU  | -   | 40  |

| Kolor     | Opis                   |
| --------- | ---------------------- |
| Złoty     | Zwycięzca              |
| Srebrny   | 2. miejsce             |
| Brązowy   | 3. miejsce             |
| Zielony   | Punktowane miejsce     |
| Niebieski | Ukończył nie punktował |
| Fioletowy | Nie ukończył NU        |
| Czarny    | Wykluczony X           |
| Biały     | Nie wystartował NW     |
| Puste     | Nie brał udziału       |

## Klasyfikacja zespołowa[2][3]
| Miejsce | Zespół | Punkty |
| ------- | ------ | ------ |
| 1       | ZSRR   |        |
| 2       |        |        |
| 3       | Polska |        |